# Maine State Auditor
Der Maine State Auditor gehört zu den konstitutionellen Ämtern des Staates Maine. Der State Auditor wird zu Beginn der ersten Sitzung der neuen Maine Legislature für eine Amtszeit von zwei Jahren, zusammen mit den anderen Verfassungsämtern von Maine gewählt. Die Amtszeit ist auf vier aufeinanderfolgende Amtszeiten begrenzt.
Zu den Aufgaben des State Auditors gehört es, den Jahresabschluss des Bundesstaates zu prüfen und die Abrechnung von Bundesprogrammen. Die Prüfungen erfolgen nach den Prüfungsstandards der Normen, die generell in den Vereinigten Staaten für die staatlichen Prüfungen angewendet werden. Gemäß diesen Grundsätzen erfolgt eine Prüfung, die mit angemessener Sicherheit feststellt, ob der Jahresabschluss frei von wesentlichen Fehlern ist.
Das Amt des Staatsrechnungsprüfers wurde 1883 geschaffen, um die vom Maine State Treasurer geführten Abrechnungen zu überprüfen. Ursprünglich war es ein dreiköpfiger Ausschuss, der im Jahr 1907 durch einen einzigen Auditor ersetzt wurde. Dieser prüft alle Konten und Forderungen gegenüber dem Staat, einschließlich aller Zahlungen durch die Staatskasse.
Das Department of Audit wurde im Jahr 1931 gegründet, ihm steht der State Auditor vor. Die Position des Deputy Auditors wurde im Jahr 1945 eingerichtet. Im Jahr 1992 wurde der Fiscal Administrator für die Unorganized Territorys dem Department beigeordnet. Der Name des Department of Audit wurde im Jahr 2013 gemäß dem Public Law Chapter 16 der 126th Maine Legislature in Office of the State Auditor geändert.

## Liste der Maine State Auditors
| Amtszeit  | Secretary of State    | Bild | Parteizugehörigkeit |
| --------- | --------------------- | ---- | ------------------- |
| 1907–1911 | Charles P. Hatch      |      | Republikaner        |
| 1911–1913 | Lamont A. Stevens     |      | Demokrat            |
| 1913–1915 | T. F. Callahan        |      | Republikaner        |
| 1915–1917 | J. Edward Sullivan    |      |                     |
| 1917–1922 | Roy L. Wardwell       |      | Republikaner        |
| 1922–1940 | Elbert D. Hayford     |      | Republikaner        |
| 1940–1945 | William D. Hayes      |      | Republikaner        |
| 1945–1957 | Fred M. Berry         |      | Republikaner        |
| 1957–1965 | Michael A. Napolitano |      | Republikaner        |
| 1965–1969 | Armand G. Sansoucy    |      | Demokrat            |
| 1969–1970 | Michael A. Napolitano |      | Republikaner        |
| 1970–1972 | William Otterbein     |      | Republikaner        |
| 1972–1976 | Raymond M. Rideout    |      | Demokrat            |
| 1976–1977 | Rodney L. Scribner    |      | Demokrat            |
| 1977–1985 | George J. Rainville   |      | Demokrat            |
| 1985–1987 | Robert W. Norton      |      | Demokrat            |
| 1987      | Rodney L. Scribner    |      | Demokrat            |
| 1987–2005 | Gail M. Chase         |      | Demokrat            |
| 2005–2012 | Neria Douglass        |      | Demokrat            |
| 2013–2021 | Pola Buckley          |      | Parteilos           |
| 2021–     | Matthew Dunlap        |      | Demokrat            |